# Augamy
Augamy (deutsch Augam) ist ein Ort in der polnischen Woiwodschaft Ermland-Masuren. Er gehört zur Landgemeinde Górowo Iławeckie (Landsberg) im Powiat Bartoszycki (Kreis Bartenstein) – bis 1945 zum Kreis Preußisch Eylau in Ostpreußen.

## Geographische Lage
Augamy liegt zwei Kilometer südlich der polnisch/russischen Staatsgrenze im Zentrum des Stablack (polnisch Wzniesienia Górowkie) im Nordwesten der Woiwodschaft Ermland-Masuren, 18 Kilometer westlich der heute auf russischem Staatsgebiet gelegenen früheren Kreisstadt Preußisch Eylau (russisch Bagrationowsk) bzw. 32 Kilometer nordwestlich der heutigen Kreismetropole Bartoszyce (deutsch Bartenstein).

## Geschichte
Vor 1414 wurde das seinerzeitige Ogam als Dorf und Gut gegründet. Der Ortsname ist prußischer Herkunft und lautete nach 1414 Owgam, Ougam, Awgam und Augamen sowie vor 1785 Augam. 1414 wurde Augam beim „Hungerkrieg“ ausgebrannt, ebenso im „Ständekrieg“ 1454/66, erholte sich aber jeweils schnell. Nur 150 Hektar groß war Augam im Jahre 1501, wurde dann noch einmal im „Reiterkrieg“ 1520 schwer mitgenommen.
1566 wurde Augam an Hans Jacob Truchseß von Waldburg verpfändet und kam dann in den Besitz derer von Waldburg. 1619 wurde Wolf Heinrich Truchseß von Waldburg mit Augam belehnt, wodurch es als adliges und untertäniges Dorf in den Besitz der Begüterung von Wildenhoff (polnisch Dzikowo Iławeckie) kam und es fast 200 Jahre lang blieb. 1820 dann gelang es, sich aus der Gutsherrschaft zu lösem und ein freies Bauerndorf zu werden.
Im Jahre 1874 kam die Landgemeinde Augam zum neu errichteten Amtsbezirk Wildenhoff im ostpreußischen Kreis Preußisch Eylau, Regierungsbezirk Königsberg. 1895 war das Dorf 596 Hektar groß und zählte in 70 Haushaltungen insgesamt 375 Einwohner. Die Zahl der Einwohner belief sich im Jahre 1910 auf 307.
Das im Ersten Weltkrieg so gut wie verschont gebliebene Augam umfasste 1928 etwa 640 Hektar bei 66 Haushaltungen und 297 Einwohnern. Die Einwohnerzahl belief sich 1933 auf 292 und 1939 auf 282 Einwohner.
Vom Zweiten Weltkrieg blieb Augam nicht verschont. Am 18. Februar 1945 wurde das Dorf von der Roten Armee besetzt. In Kriegsfolge kam es mit dem gesamten südlichen Ostpreußen zu Polen und erhielt die polnische Namensform „Augamy“. Heute ist es eine Ortschaft innerhalb der Gmina Górowo Iławeckie (Landgemeinde Landsberg) im Powiat Bartoszycki (Kreis Bartenstein), von 1975 bis 1998 der Woiwodschaft Olsztyn, seither der Woiwodschaft Ermland-Masuren zugeordnet. 2011 lebten hier 60 Dorfbewohner.

## Religion
Die mehrheitlich evangelischen Einwohner Augams waren bis 1945 in das Kirchspiel Canditten (polnisch Kandyty) in der Kirchenprovinz Ostpreußen der Kirche der Altpreußischen Union eingegliedert. Die heute in Augam lebenden Einwohner gehören fast ausnahmslos zur römisch-katholischen Pfarrei Kandyty im Dekanat Górowo Iławeckie (Landsberg) im Erzbistum Ermland.

## Schule
Eine Schule wurde in Augam 1738 gegründet. Von 1855 an wurde sie zweiklassig geführt.

## Verkehr
Augam liegt an einer Nebenstraße, die von Kandyty bis an die polnisch-russische Grenze verläuft und vor 1945 weiter über Robitten bis nach Zinten (heute russisch Kornewo) führte.
Die nächste Bahnstation war von 1898 bis 1944 und von 1953 bis 1991 Sangnitten (polnisch Sągnity) an der Bahnstrecke Königsberg–Zinten–Landsberg–Heilsberg–Rothfließ, die bis 1991 nur noch von Sągnity aus befahren wurde und heute nicht mehr existiert.